# Чемпионат Греции по футболу
Греческая футбольная Суперлига (греч. Πρωτάθλημα Ελλάδας ποδοσφαίρου ανδρών) — высшая лига чемпионата Греции по футболу. Лига была реорганизована 16 июля 2006 года из Альфа Этники, как тогда назывался высший футбольный дивизион страны. В соревновании сезона 2020/21 участвует 14 команд, хотя в другие сезоны число клубов может быть расширено до 16 и даже до 18. Соревнования проводятся с августа по май.
С сезона 1927/28, когда стартовал самый первый розыгрыш, названный Панелленик Чемпионшип, только шесть клубов смогли завоевать титул Чемпиона Греции. Это «большая тройка» из больших Афин («Олимпиакос», «Панатинаикос» и АЕК), а также ПАОК, «Арис» и «Лариса». Наиболее титулованным чемпионом является «Олимпиакос».

## История
С сезона 1959/60 по сезон 2018/19 в высшем дивизионе принимало участие 16 или 18 команд (за исключением сезона 2001/02, когда играло 14 команд). С сезона 2019/20 количество команд-участниц — 14.
В сезонах 2007/08—2016/17 для команд, занявших 2—5-е места, проводился дополнительный турнир, распределявший места в еврокубках, с системой подсчёта очков, включавшей в себя вычитание, деление и округление.

## Регламент
С сезона 2019/20 в чемпионате соревнуются 14 сильнейших клубов страны. В течение регулярного сезона они играют по два матча друг с другом: на домашней арене, и на выезде. После этого лига разбивается в соответствии с результатами первых двух кругов на 2 группы (6 лучших команд в первой и 8 остальных команд во второй), внутри которых определяются чемпион страны, участники еврокубков, а также выбывшие из Суперлиги клубы.
С 2023 года чемпион страны получает возможность играть с 3-го квалификационного раунда Лиги Чемпионов, вице-чемпион — со 2-го, обладатель Кубка, либо команда, занявшая 3-е место в чемпионате, попадает в квалификацию Лиги Европы, ещё две команды проходят в квалификацию Лиги конференций.

## Чемпионы
Жирным выделены дубли.
| Сезон     | Победитель                               |
| --------- | ---------------------------------------- |
| 1927/28   | Арис                                     |
| 1928/29   | не проводился                            |
| 1929/30   | Панатинаикос                             |
| 1930/31   | Олимпиакос (Пирей)                       |
| 1931/32   | Арис                                     |
| 1932/33   | Олимпиакос (Пирей)                       |
| 1933/34   | Олимпиакос (Пирей)                       |
| 1934/35   | не проводился                            |
| 1935/36   | Олимпиакос (Пирей)                       |
| 1936/37   | Олимпиакос (Пирей)                       |
| 1937/38   | Олимпиакос (Пирей)                       |
| 1938/39   | АЕК Афины                                |
| 1939/40   | АЕК Афины                                |
| 1940—1945 | Не проводился из-за Второй мировой войны |
| 1945/46   | Арис                                     |
| 1946/47   | Олимпиакос (Пирей)                       |
| 1947/48   | Олимпиакос (Пирей)                       |
| 1948/49   | Панатинаикос                             |
| 1949/50   | не проводился                            |
| 1950/51   | Олимпиакос (Пирей)                       |
| 1951/52   | не проводился                            |
| 1952/53   | Панатинаикос                             |
| 1953/54   | Олимпиакос (Пирей)                       |
| 1954/55   | Олимпиакос (Пирей)                       |
| 1955/56   | Олимпиакос (Пирей)                       |
| 1956/57   | Олимпиакос (Пирей)                       |
| 1957/58   | Олимпиакос (Пирей)                       |
| 1958/59   | Олимпиакос (Пирей)                       |

| Сезон   | Победитель         |
| ------- | ------------------ |
| 1959/60 | Панатинаикос       |
| 1960/61 | Панатинаикос       |
| 1961/62 | Панатинаикос       |
| 1962/63 | АЕК Афины          |
| 1963/64 | Панатинаикос       |
| 1964/65 | Панатинаикос       |
| 1965/66 | Олимпиакос (Пирей) |
| 1966/67 | Олимпиакос (Пирей) |
| 1967/68 | АЕК Афины          |
| 1968/69 | Панатинаикос       |
| 1969/70 | Панатинаикос       |
| 1970/71 | АЕК Афины          |
| 1971/72 | Панатинаикос       |
| 1972/73 | Олимпиакос (Пирей) |
| 1973/74 | Олимпиакос (Пирей) |
| 1974/75 | Олимпиакос (Пирей) |
| 1975/76 | ФК ПАОК            |
| 1976/77 | Панатинаикос       |
| 1977/78 | АЕК Афины          |
| 1978/79 | АЕК Афины          |
| 1979/80 | Олимпиакос (Пирей) |
| 1980/81 | Олимпиакос (Пирей) |
| 1981/82 | Олимпиакос (Пирей) |
| 1982/83 | Олимпиакос (Пирей) |
| 1983/84 | Панатинаикос       |
| 1984/85 | ФК ПАОК            |
| 1985/86 | Панатинаикос       |
| 1986/87 | Олимпиакос (Пирей) |
| 1987/88 | ФК Лариса          |
| 1988/89 | АЕК Афины          |
| 1989/90 | Панатинаикос       |
| 1990/91 | Панатинаикос       |
| 1991/92 | АЕК Афины          |
| 1992/93 | АЕК Афины          |
| 1993/94 | АЕК Афины          |
| 1994/95 | Панатинаикос       |
| 1995/96 | Панатинаикос       |
| 1996/97 | Олимпиакос (Пирей) |
| 1997/98 | Олимпиакос (Пирей) |
| 1998/99 | Олимпиакос (Пирей) |
| 1999/00 | Олимпиакос (Пирей) |
| 2000/01 | Олимпиакос (Пирей) |
| 2001/02 | Олимпиакос (Пирей) |
| 2002/03 | Олимпиакос (Пирей) |
| 2003/04 | Панатинаикос       |
| 2004/05 | Олимпиакос (Пирей) |
| 2005/06 | Олимпиакос (Пирей) |
| 2006/07 | Олимпиакос (Пирей) |
| 2007/08 | Олимпиакос (Пирей) |
| 2008/09 | Олимпиакос (Пирей) |
| 2009/10 | Панатинаикос       |
| 2010/11 | Олимпиакос (Пирей) |
| 2011/12 | Олимпиакос (Пирей) |
| 2012/13 | Олимпиакос (Пирей) |
| 2013/14 | Олимпиакос (Пирей) |
| 2014/15 | Олимпиакос (Пирей) |
| 2015/16 | Олимпиакос (Пирей) |
| 2016/17 | Олимпиакос (Пирей) |
| 2017/18 | АЕК (Афины)        |
| 2018/19 | ПАОК (Салоники)    |
| 2019/20 | Олимпиакос (Пирей) |
| 2020/21 | Олимпиакос (Пирей) |
| 2021/22 | Олимпиакос (Пирей) |
| 2022/23 | АЕК (Афины)        |
| 2023/24 | ПАОК (Салоники)    |
| 2024/25 | Олимпиакос (Пирей) |

## Достижения клубов
| Клуб                 | Чемпион | Вице-чемпион | Бронзовый призёр |
| -------------------- | --- | --- | --- |
| «Олимпиакос (Пирей)» | 48 (1931, 1933, 1934, 1936, 1937, 1938, 1947, 1948, 1951, 1954, 1955, 1956, 1957, 1958, 1959, 1966, 1967, 1973, 1974, 1975, 1980, 1981, 1982, 1983, 1987, 1997, 1998, 1999, 2000, 2001, 2002, 2003, 2005, 2006, 2007, 2008, 2009, 2011, 2012, 2013, 2014, 2015, 2016, 2017, 2020, 2021, 2022, 2025) | 21 (1948/49, 1952/53, 1960/61, 1961/62, 1963/64, 1967/68, 1968/69, 1971/72, 1976/77, 1978/79, 1983/84, 1988/89, 1990/91, 1991/92, 1994/95, 2003/04, 2009/10, 2018/19) | 13 (1929/30, 1938/39, 1939/40, 1945/46, 1959/60, 1962/63, 1964/65, 1969/70, 1975/76, 1992/93, 1993/94, 1995/96, 2017/18) |
| «Панатинаикос»       | 20 (1930, 1949, 1953, 1960, 1961, 1962, 1964, 1965, 1969, 1970, 1972, 1977, 1984, 1986, 1990, 1991, 1995, 1996, 2004, 2010) | 26 () | 16 () |
| АЕК                  | 13 (1939, 1940, 1963, 1968, 1971, 1978, 1979, 1989, 1992, 1993, 1994, 2018, 2023) | 19 () | 19 () |
| ПАОК                 | 4 (1976, 1985, 2019, 2024) | 12 (1936/37, 1939/40, 1972/73, 1978, 2010, 2013, 2016, 2017, 2018, 2020, 2021, 2022)                                                                                  | 10 () |
| «Арис (Салоники)»    | 3 (1928, 1932, 1946) | 4 (1980) | 10 (1938, 1949, 1953, 1969, 1974, 1979, 1981, 2021, 2022)                                                                |
| «Лариса»             | 1 (1988) | 1 (1982/83) | — |
| «Ираклис»            | — | 3 (1933/34, 1938/39, 1946/47) | 2 () |
| «Аполлон Смирнис»    | — | 2 (1938, 1948) | 5 () |
| «Паниониос»          | — | 2 (1950/51, 1970/71) | 3 (1946/47, 1958/59, 1960/61)                                                                                            |
| «Этникос Пирей»      | — | 2 () | — |
| ОФИ                  | — | 1 (1985/86) | 2 () |
| «Атромитос»          | — | — | 2 (1927/28, 2012/13) |
| «Астерас»            | — | — | 1 (2014/15) |

### Титулы по городам
| Город    | Титулы | Клубы                             |
| -------- | ------ | --------------------------------- |
| Пирей    | 48     | Олимпиакос (Пирей) (48)           |
| Афины    | 33     | Панатинаикос (20), АЕК Афины (13) |
| Салоники | 7      | Арис (3), ПАОК (4)                |
| Лариса   | 1      | Лариса (1)                        |

### Дубли
| Клуб               | Дублей |
| ------------------ | ------ |
| Олимпиакос (Пирей) | 15     |
| Панатинаикос       | 8      |
| АЕК Афины          | 2      |